# Crust (film)
Crust är en kanadensisk kortfilm från 2003 regisserad av James Muir.

## Handling
Matthew hatar att äta skorpor tills hans pappa kommer med ett alternativ.

## Om filmen
Filmen är inspelad i Toronto och hade premiär den 17 september 2003 vid Palm Springs International Short Film Festival.

## Rollista
- Torri Higginson – Alice
- John Ralston – pappan
- Shayne Taylor – Raymond
- Steven Taylor – Matthew

### Webbkällor
- Crust på Internet Movie Database (engelska)